# Jacaré-açu
O jacaré-açu (Melanosuchus niger) é uma espécie de jacaré exclusiva da América do Sul. Também conhecido como jacaré-negro ou jacaré-preto, é um predador de topo de cadeia alimentar. Exemplares adultos de grandes dimensões podem predar qualquer animal de seu habitat, inclusive outros predadores de topo, como jiboias e sucuris. Mesmo que ainda não tenha sido documentado predação de pumas e onças, em tese, o grande porte de adultos permitiria fazer isto se surgir a oportunidade. Normalmente, se alimenta de pequenos animais, como tartarugas, peixes, capivaras e veados. É uma espécie que esteve à beira da extinção, devido ao valor comercial do seu couro de cor negra e da sua carne. Atualmente, encontra-se protegido e sua população encontra-se estável no Brasil. É a maior espécie de jacaré, podendo atingir até 4,5 metros de comprimento e mais de trezentos quilogramas. Porém já foram encontrados exemplares com mais de 5 metros de comprimento e possivelmente meia tonelada de peso.

## Etimologia
Melanosuchus niger possui este nome científico provindo do grego: “melanos”  que significa “negro”, “souchus” que significa “crocodilo” e “niger” com significado “negro”. No Brasil, é popularmente conhecido como jacaré-açu, nome derivado do tupi îakaregûasu que significa “jacarezão” — apesar deste, na língua de origem, referir-se ao jacaré-do-pantanal. Estes significados são devido ao seu grande tamanho e sua cor predominante.

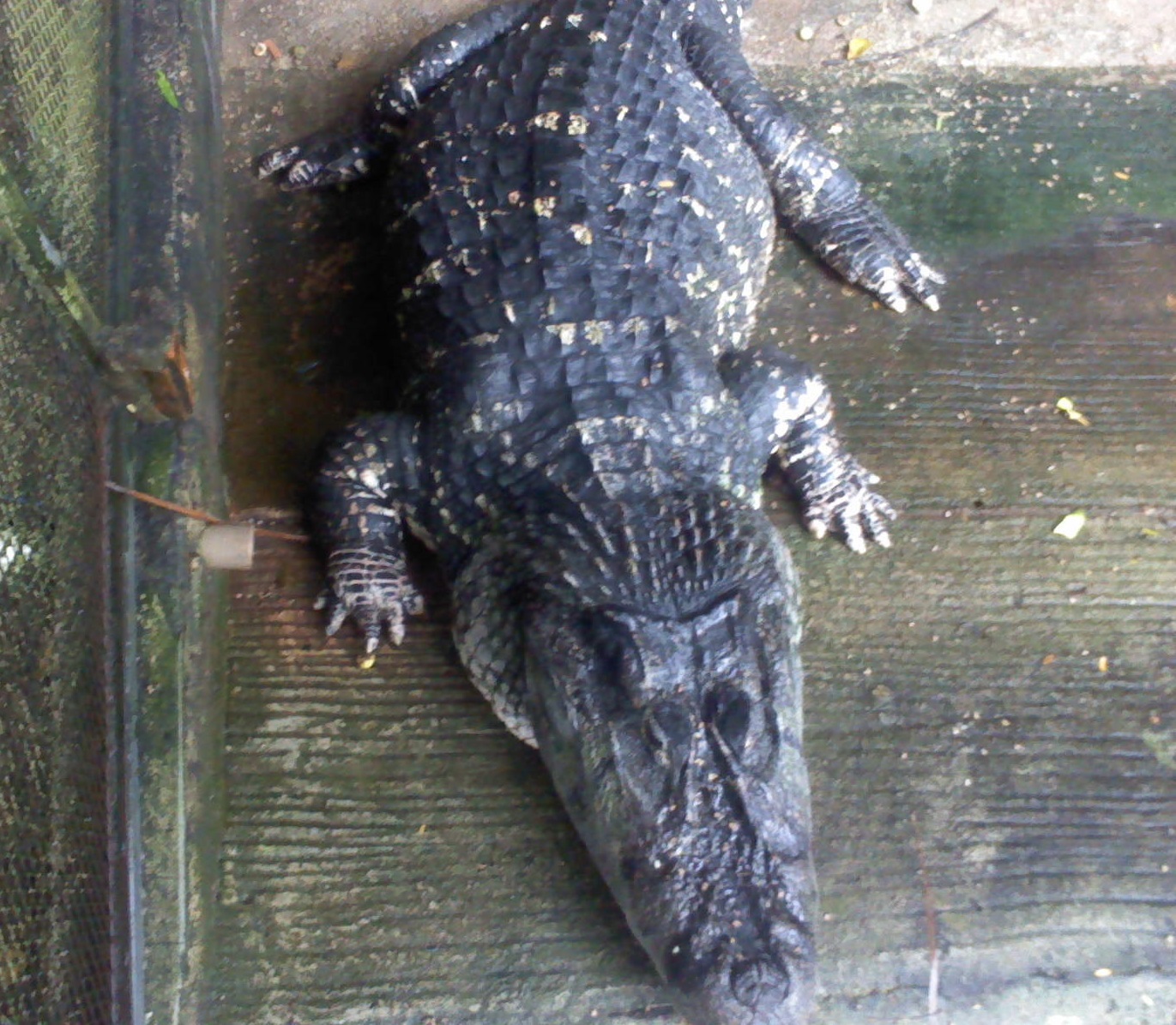
Alcino, exemplar com mais de 4 metros que viveu no Museu Goeldi durante décadas e morreu em 2021.

## Taxonomia e sistemática
O jacaré-açu (Melanosuchus niger, Spix, 1825) é um representante do grupo parafilético dos répteis que possuem um ancestral em comum com mamíferos e aves, além disso é umas das 23 espécies pertencentes à ordem Crocodylia, sendo classificado como um aligator da família Alligatoridae. A família se divide em três gêneros: Caiman, Melanosuchus e Paleosuchus, sendo o jacaré-açu representante do segundo.

## Distribuição geográfica
Esta espécie se encontra amplamente distribuída por diversos países da América do Sul além do Brasil: Colômbia, Equador, Bolívia, Guiana Francesa, Guiana e Peru. Porém, é no território brasileiro, na Bacia Amazônica, que sua maior parte da população habita, cerca de 70% de todos os indivíduos registrados. No Brasil, sua distribuição abrange todos os estados da região norte e dois estados da região centro-oeste, Goiás e Mato Grosso. Porém, Vasquez (1991) detalha que no Brasil a sua ocorrência está nas bacias dos rios Juruá, Purus, Madeira, Tapajós, Xingu, Araguaia, Tocantins, Negro, Mapuera, Pará e Amazonas, englobando algumas ilhas próximas à foz do rio Amazonas. A área de ocorrência da espécie, contabilizada pela extensão das bacias hidrográficas, chega a, aproximadamente, 4.265.277,2 Km2 e sua área de ocupação maior que 20.000 km2.

## Biologia e história natural
Os crocodilianos contam com ossos fortes e porosos, apresentam uma musculatura forte na mandíbula que os permite uma grande abertura da boca e um fechamento rápido. Eles apresentam uma válvula palatal, que é responsável para que a respiração ocorra até mesmo quando a boca contém água ou alimento. Algumas espécies são capazes de suportar diversos níveis de salinidade devido às glândulas dessalinizadoras, que os permite habitar em águas salgadas e salobras, presentes em mangues e estuários.
Como são animais ectotérmicos e aquáticos, esses seres apresentam adaptações e comportamentos diferenciados para condições climáticas variadas. Por exemplo, seu controle de temperatura corporal ocorre através de trocas de energia com o ambiente, e sua termorregulação é relacionada com as atividades de alimentação, digestão, reprodução e crescimento.
Com relação às famílias da ordem Crocodylia, essas se diferenciam através da morfologia da cabeça, que está relacionada com suas estratégias e preferências alimentares. No caso dos indivíduos da família Alligatoridae, onde o M. niger se encontra, o rosto costuma ser mais largo e a cabeça mais curta.

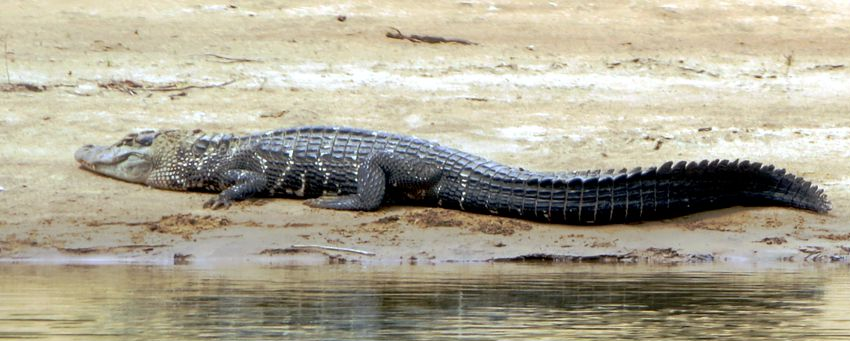

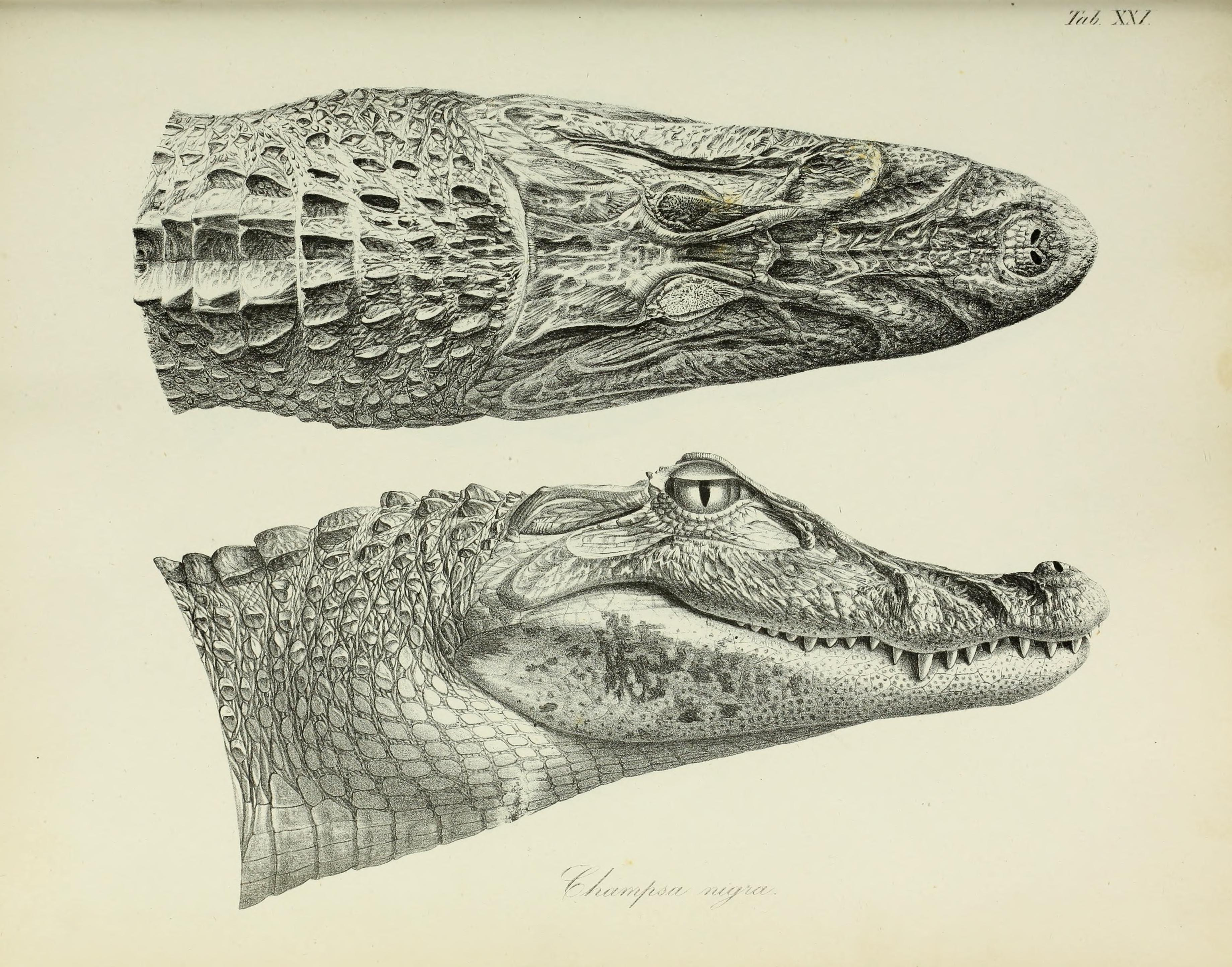

A espécie Melanosuchus niger é caracterizada pelo seu focinho largo, liso e com uma crista pré-ocular. Sua coloração no dorso é negra com a presença de listras verticais na coloração branca ou amarelada. A mandíbula apresenta manchas acinzentadas nos indivíduos jovens e marrom nos indivíduos adultos. Já os olhos apresentam íris de cor esverdeada.
Essa espécie ocupa uma variedade de habitats, sendo eles grandes rios, riachos, lagos marginais e algumas áreas de inundação sazonal. Na Amazônia, encontra-se sua maioria nos lagos de planície de inundação. No passado, as reações de habitat dos jacarés amazônicos sofreram severas mudanças devido a redução dos indivíduos de M. niger. Tende a preferir águas mais calmas, vivendo em lagos com conexão à grandes rios, em rios de águas escuras, em igarapés, igapós e áreas alagadas. Possuem menor propensão a habitarem águas salobras ou salinas.
Da família Alligatoridae, o jacaré-açu é o maior membro, com machos adultos chegando a ultrapassar 5 metros de comprimento. O tamanho médio da fêmea adulta é de 2,8 metros.

## Reprodução e ciclo de vida
M. niger, como todos os crocodilos, é uma espécie conhecida por formar seus ninhos em montículos (montes). As fêmeas alcançam a maturidade sexual quando possuem em torno de 2 metros de comprimento, e o tamanho médio de ninhada é de 39 ovos. Esses ovos tendem a ser grandes, pesando em média 143,6 g cada.
Em estudos realizados na APA (Área de Proteção Ambiental) Meandros do Rio Araguaia, estima-se que o período de postura desses animais se inicie no final de setembro, tendo seu pico em outubro e eclosão dos ovos a partir do final do mês de novembro, com base no tamanho dos embriões avaliados. Já em um estudo da RESEX (Reserva Extrativista) Lago do Cuniã, em 2008, as primeiras posturas só começaram a ocorrer quando o nível da água do rio Madeira alcançou cotas inferiores a cinco metros.
Com relação ao habitat para nidificação (construção do ninho), as fêmeas de M. niger costumam ser mais exigentes do que as de Caiman crocodilus. As fêmeas de jacaré-açu preferem corpos d’água mais isolados. Já no caso dos indivíduos da APA Meandros do Rio Araguaia, a preferência foi dada para lagos pequenos e marginais.
O sexo da espécie, como dos demais crocodilianos, costuma ser determinado pela temperatura em que ocorre a incubação, o que também tende a afetar o tamanho desses indivíduos, sendo que os ninhos com temperaturas mais altas geram jovens maiores do que os ninhos encontrados em baixas temperaturas. Os ninhos costumam ser construídos com folhas, gravetos e cipós.

## Alimentação
O Jacaré-açu é um animal carnívoro que, quando jovem, tende a se alimentar principalmente de insetos, caranguejos, caramujos e aranhas. Conforme esses indivíduos se desenvolvem e aumentam em peso e tamanho, sua alimentação evolui para incluir vertebrados maiores, como peixes e mamíferos.

## Comportamento
Possuem um comportamento complexo de locomoção, termorregulação, forrageamento, hierarquia, interações interespecíficas, territorialidade e comportamento social. As fêmeas apresentam cuidado parental meticuloso desde a construção do ninho (nidificação), na proteção destes contra possíveis predadores até o nascimento da prole, permanecendo junto aos filhotes até um ano de vida.

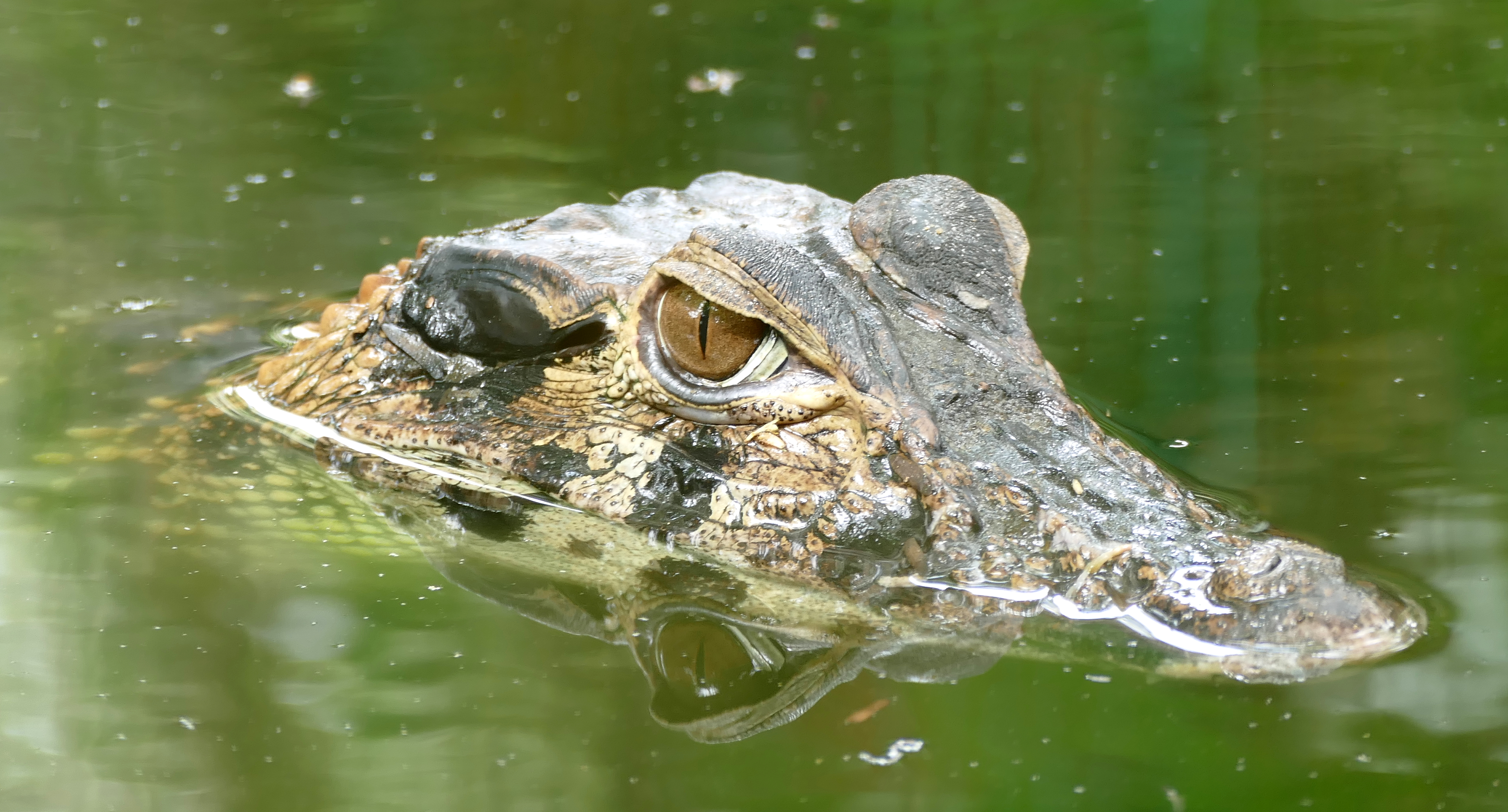

A hierarquia geralmente ocorre com espécies que possuem indivíduos machos grandes e fortes, impedindo que outros disputem companheiros e recursos, como alimento, locais para se reproduzir e potenciais parceiros. No caso do M. niger a distribuição destes recursos afeta diretamente um dos sexos, priorizando um de possuir inúmeros acasalamentos. A fêmea prefere machos dominantes, mas há casos de registros de acasalamento com machos subordinados, o que gera nesta espécie a poliandria, a paternidade múltipla. Esse tipo de paternidade proporciona importante aumento populacional da espécie, o que permite desenvolver estratégias de manejo, conservação e proteção da espécie.
A territorialidade está intimamente ligada ao tipo de alimentação nas diferentes fases de desenvolvimento da espécie. Os adultos, por possuírem maior força e musculatura e, consequentemente, maior necessidade nutritiva, se encontram em ambientes lóticos, nos quais há maior probabilidade de encontrar uma maior presa. Já os filhotes desta espécie evitam locais com indivíduos maiores por precaução ao canibalismo, o que ocorre frequentemente com os crocodilianos.

## Aspectos sociais
Os aspectos sociais incidem diretamente no declínio populacional da espécie M. niger conforme cada cultura provê a utilização deste animal, mesmo isto não sendo comprovado cientificamente.
Usos medicinais e ritualísticos na região onde ocorre, muitas populações nativas possuem aspectos culturais próprios, e obtêm seus recursos de suas crenças na natureza. A gordura do M. niger é muito utilizada como remédio caseiro por ribeirinhos em tratamento de reumatismo, processos inflamatórios, doenças respiratórias como a tuberculose, asma e gripe, além de acidentes cérebro-vasculares, mais conhecidas como derrames, convulsões e epilepsia. Além disso, a pele, dente, carne e gordura são utilizados em rituais afro-brasileiros de magia-feitiços, em comércios com intuito de atrair clientes, para cativar parceiros sexuais e criação de amuletos para proteger as pessoas do “mau-olhado” e da picada de cobra. Para questões físicas ainda há o uso para trombose,  ferimentos gerados por arraia e diminuição de dor ocasionado por picada de cobra.

## Na cultura

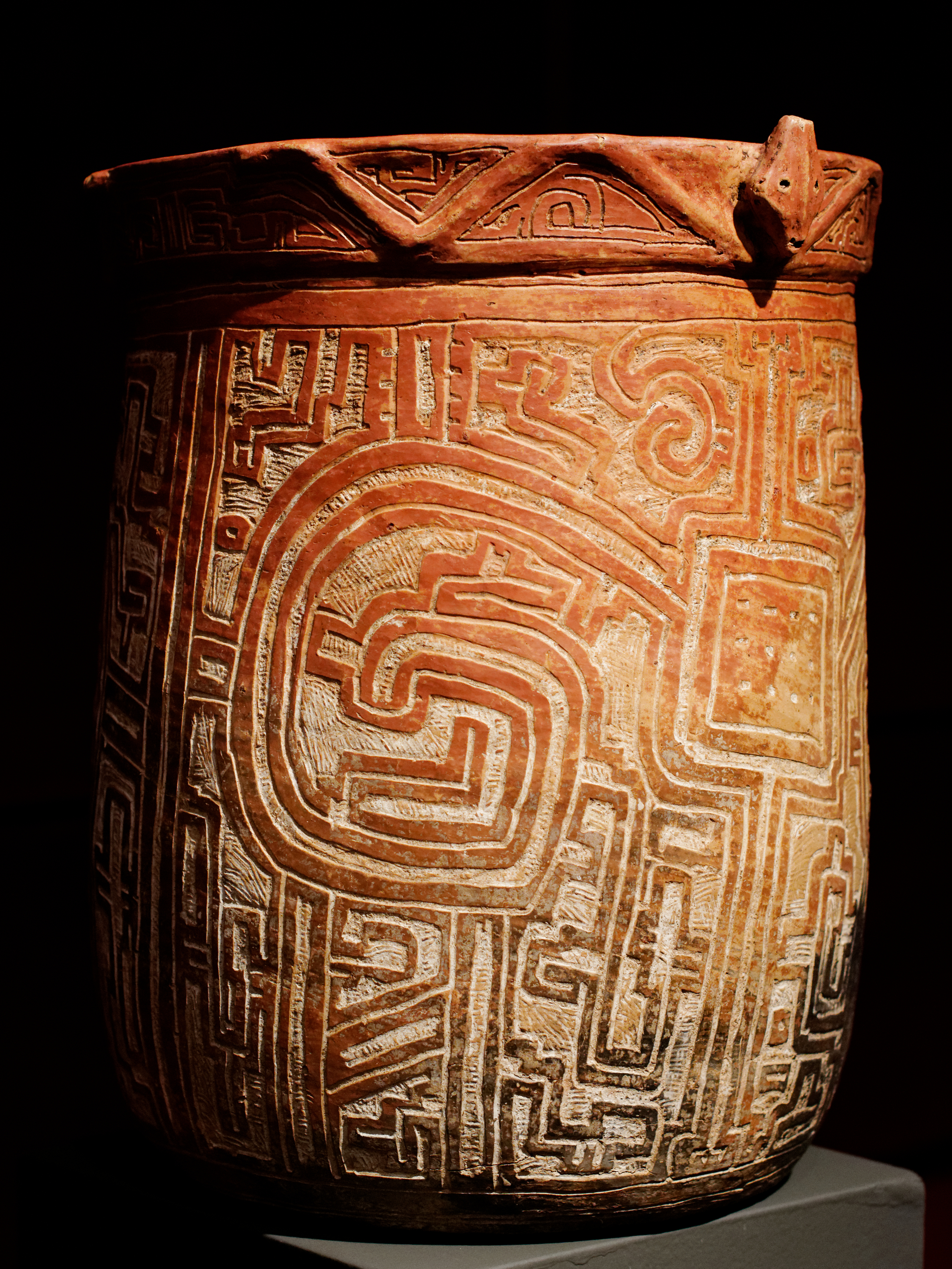
Exemplo da cerâmica dos povos marajoaras, c. 400-1000 d.C., coleção Henry Law.

Muitos povos do leste amazônico associam os jacarés aos terremotos, seguindo a lenda de que existe um grande jacaré debaixo da terra e que cada movimento seu gera um tremor. Também, há registros de significância cultural dos jacarés na Ilha do Marajó, onde os povos marajoaras faziam artes antropozoomórficas.
Na festa realizada pelo povo Karo-Arara, denominada de “Festa do jacaré”, uma espécie de jacaré (conhecido como jacaretinga) é morta a pauladas pelas mulheres da tribo por ser considerada a espécie reduzida do Jacaré-açu. Porém, o jacaré-açu não participa do ritual por ser considerado como “kopât”, o espírito auxiliar do xamã, o qual protege a todos dos perigos de “wayo ‘at ximìt”, o espírito do jacaré (jacaretinga). Sendo assim, sua carne é proibida para o consumo por ser considerada sagrada.
Na Amazônia ocidental na rota para o pacífico, houve uma interação cultural de povos a milhares de anos que designou o Jacaré-açu, dentro de sua mitologia, como dragão. Este dragão permitiu a origem das tribos Amahuaca e Shipibo, na Amazônia peruana, e de suas agriculturas já que este defendia as plantações de amendoim e mandioca. Na mesma região, já na amazônia brasileira, o povo Kaxinawá tem o mito da canoa do jacaré-açu, o qual originou diferentes povos e suas agriculturas em diferentes margens do rio. Neste mito, o jacaré-açu só transportava as pessoas de uma margem à outra que os oferecia comida que não fosse carne da mesma espécie que a sua. Certo dia, uma pessoa o ofereceu a carne de um filhote de sua espécie e este afundou no rio com todos que estavam em cima de si e nunca mais retornou.
Para outros povos brasileiros, como os Zuruahã, as pessoas ao morrerem se transformam em animais, e o Baka, um Xamã, ao morrer após conflitos de feitiçaria com seu irmão, se transformou em jacaré-açu. Este jacaré-açu, uma ex-pessoa, deu origem a todas as outras formas-corpo de espécies de jacarés atuais.

## Conservação
As populações de Jacaré-açu sofrem diversos impactos com as ações antrópicas, seja devido a criação de represas, ao desmatamento ou a caça. Além disso, indivíduos dessa espécie vêm sendo utilizados como isca para a captura de peixes Calophysus macropterus, conhecidos como piracatinga, atividade a qual o poder público vem ignorando.
O estado do Amazonas é conhecido como o maior produtor ilegal de jacarés de todo o mundo, responsável por comercializar a carne salgada e seca destinando-a a um mercado pouco conhecido no Pará. É estimado que cerca de 50 toneladas por ano, que correspondem a 5.000 indivíduos, foram retiradas da região da Reserva de Desenvolvimento Sustentável Piagaçu-Purus no ano de 2005.
Além disso, nos últimos anos ocorreram alguns ataques à pessoas, o que acabou incentivando que alguns moradores das comunidades destruíssem os ninhos da espécie para evitar o crescimento populacional, além de levarem indivíduos da espécie presos nas redes de pescas à morte.[2] Porém, estes ataques são exceções, o que não deveria justificar a morte de indivíduos de M. niger.
Na classificação do status de conservação do Instituto Chico Mendes de Preservação da Biodiversidade (ICMBio) (2012) e da União internacional para a Conservação da Natureza (IUCN) (2000) esta espécie se encontra como Pouco Preocupante (LC, em inglês).
Dentre as ações para a conservação, está a ocorrência desta espécie em diversas unidades de conservação estaduais e federais. No ano de 2006, o Instituto Sócio Ambiental da Amazônia (ISA) chegou a registrar 268 unidades de conservação dentro da Amazônia Legal brasileira, que juntas abrangem uma área de 797.127,58 km².
É necessário frisar a importância dos estudos de monitoramento de populações do M. niger nos planos de manejo das unidades de conservação, para que seja averiguado a efetividade das mesmas na conservação desta espécie. Além disso, com os dados será possível promover a aplicação de leis em área fora das unidades de conservação, para auxiliar na conservação.